# Лунёво (Владимир)

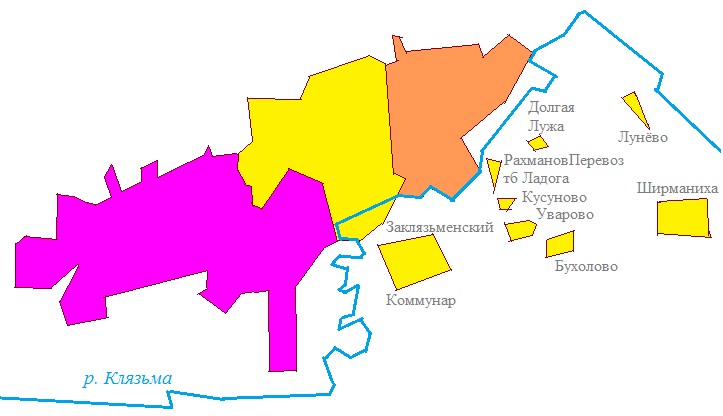
Лунёво на карте города Владимира с районами
Ленинский
Октябрьский
Фрунзенский

Лунёво — микрорайон в составе Октябрьского района города Владимира. До 1994 года был отдельным населённым пунктом в составе Суздальского района Владимирской области.

## История
Впервые село упоминается в писцовых книгах князя Григория Шехонского в XVI-XVII вв.  Василий Добронравов в описании церквей и приходов Владимирской епархии упоминает старое название деревни – Коровья Лука. 
Вплоть до 1917 года село относилось к Боголюбскому монастырю, числилось подворьем монастыря.
По данным 1859 года село значилось казённым и находилось в 13 верстах от Владимира. В деревне насчитывалось 108 дворов и 672 жителя. 
В конце 1980 гг. село стало своего рода подсобным хозяйством владимирского завода «Электроприбор». Многие работники завода перебрались в поселок на постоянное место жительства.
В 1994 году Лунёво включено в состав города Владимира.
В памяти многих жителей сохранились старые названия деревенских улиц. Так, главную улицу (Шороновка) люди до сих пор иногда называют Собачьим поселком или Вшивой горкой.

## География

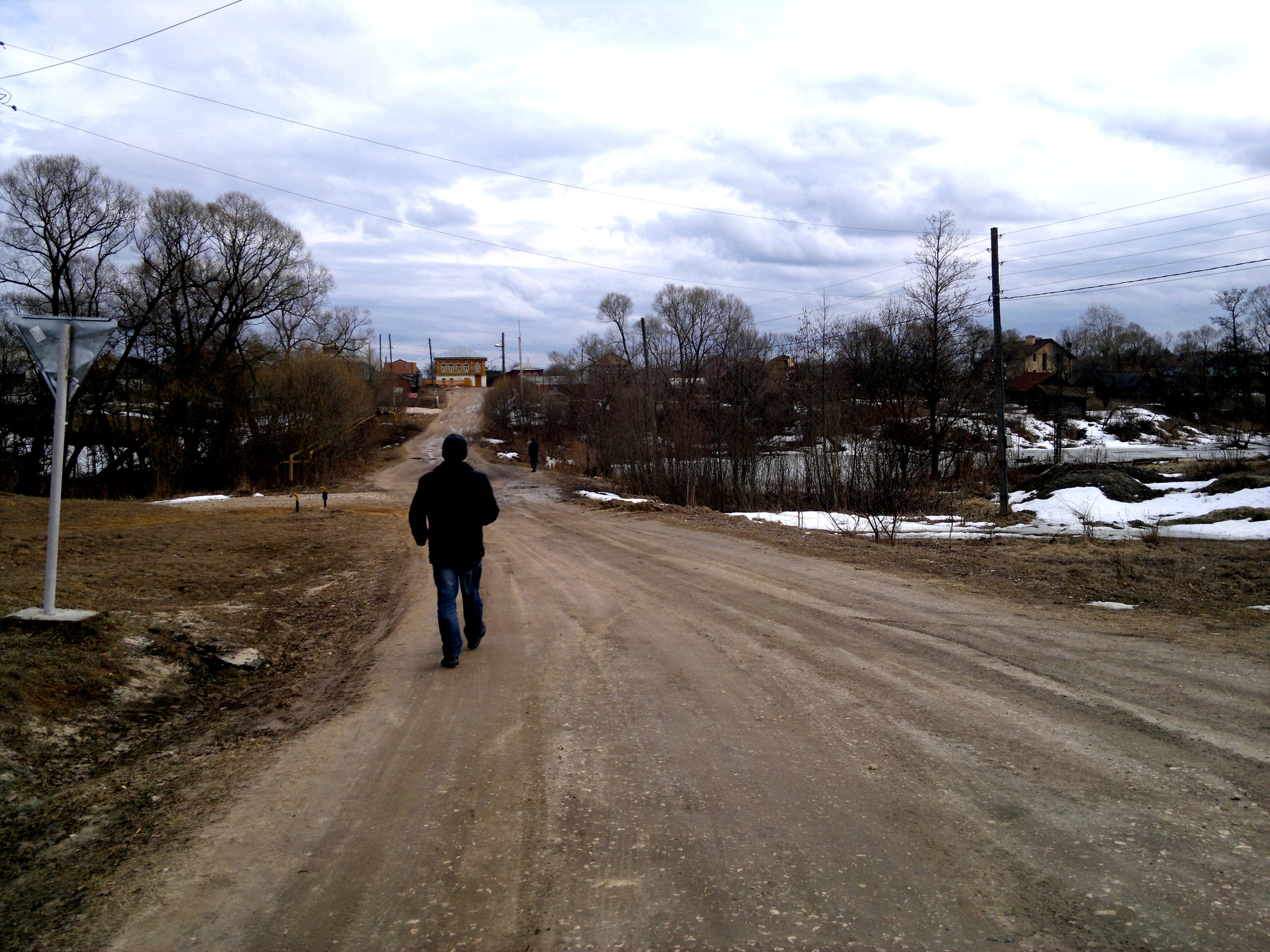
Главная улица посёлка

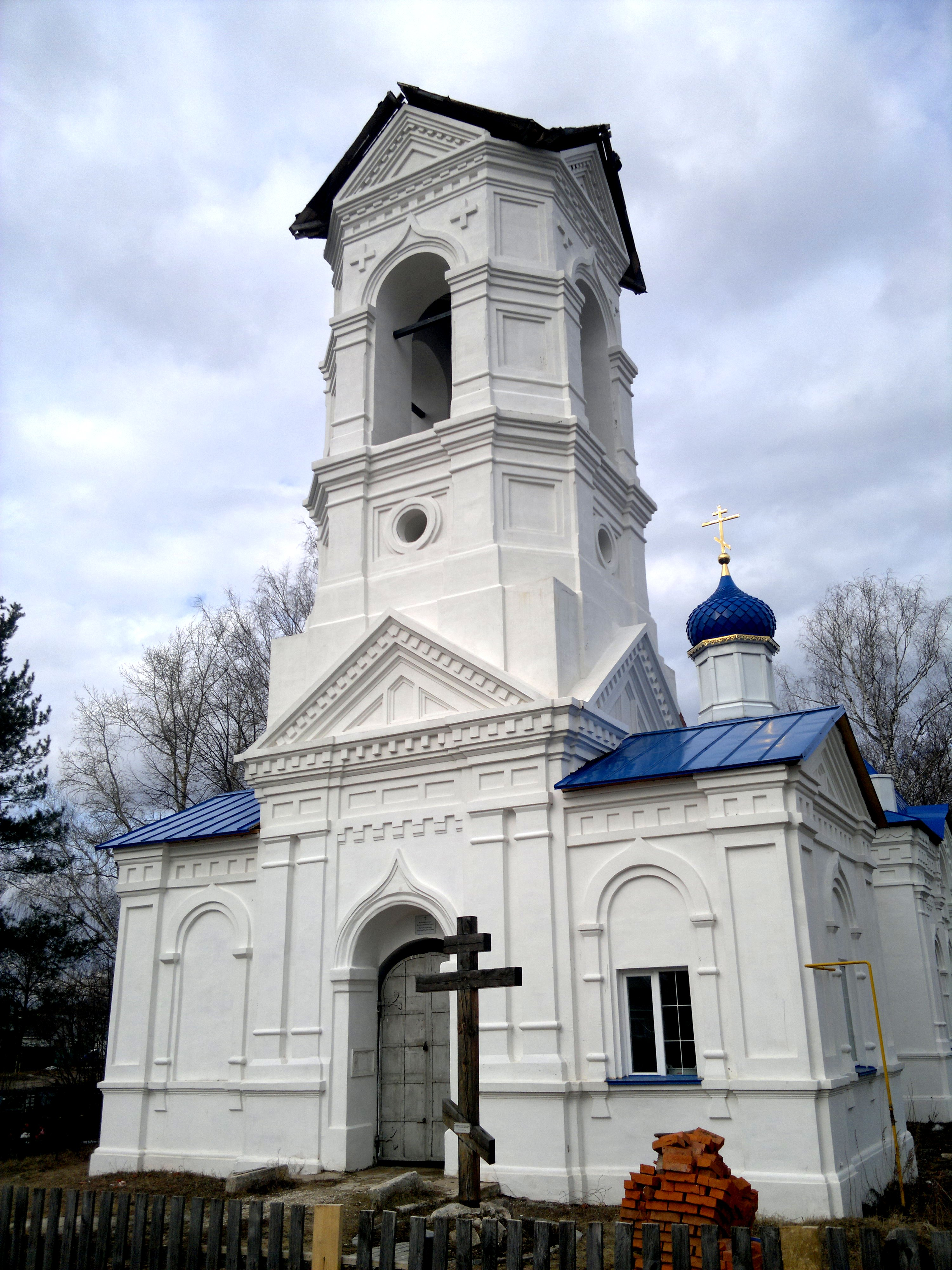
Церковь Иоакима и Анны

Находится на берегу Клязьмы в 7 км к востоку от основной части Владимира (в 11 км от его центра). Раньше в деревне протекала маленькая речушка Лунёвка, со временем она высохла и практически исчезла. Точное русло старой реки неизвестно.
Природа посёлка весьма живописна. Вокруг преобладают смешанные леса. Растут дубы, вязы, смородина, черёмуха, шиповник, ежевика, черника, земляника. В болотистых местах растет чилим и голубика. Встречаются редкие растения – купавница, сальвиния плавающая, рдест фриса, осока малоцветковая, ива черничная, ирис сибирский и многие другие.
Богат и животный мир. По берегам озера Караш встречаются бобры и выхухоли. Водятся лисы, выдры, утки, кабаны, серая цапля.
Почвы в основном дерново-слабоподзолистые, серые лесные и болотного типа. Хотя жители поселка получают неплохие урожаи, считается, что Лунёво находится в зоне рискованного земледелия, и потому многие предпочитают земледелию животноводство.

## Климат
Климат умеренно континентальный. В январе средняя температура воздуха составляет -11 °С. В июле средняя температура примерно +17 °С. За год в поселке выпадает около 500 мм осадков.

## Экономика
В посёлке практически все дома на печном отоплении. Газификация поселка началась в 2007 году и до 2015 года полностью не завершилась. 
Водопровода в поселке нет. Люди пользуются колодезной водой. 

## Культура

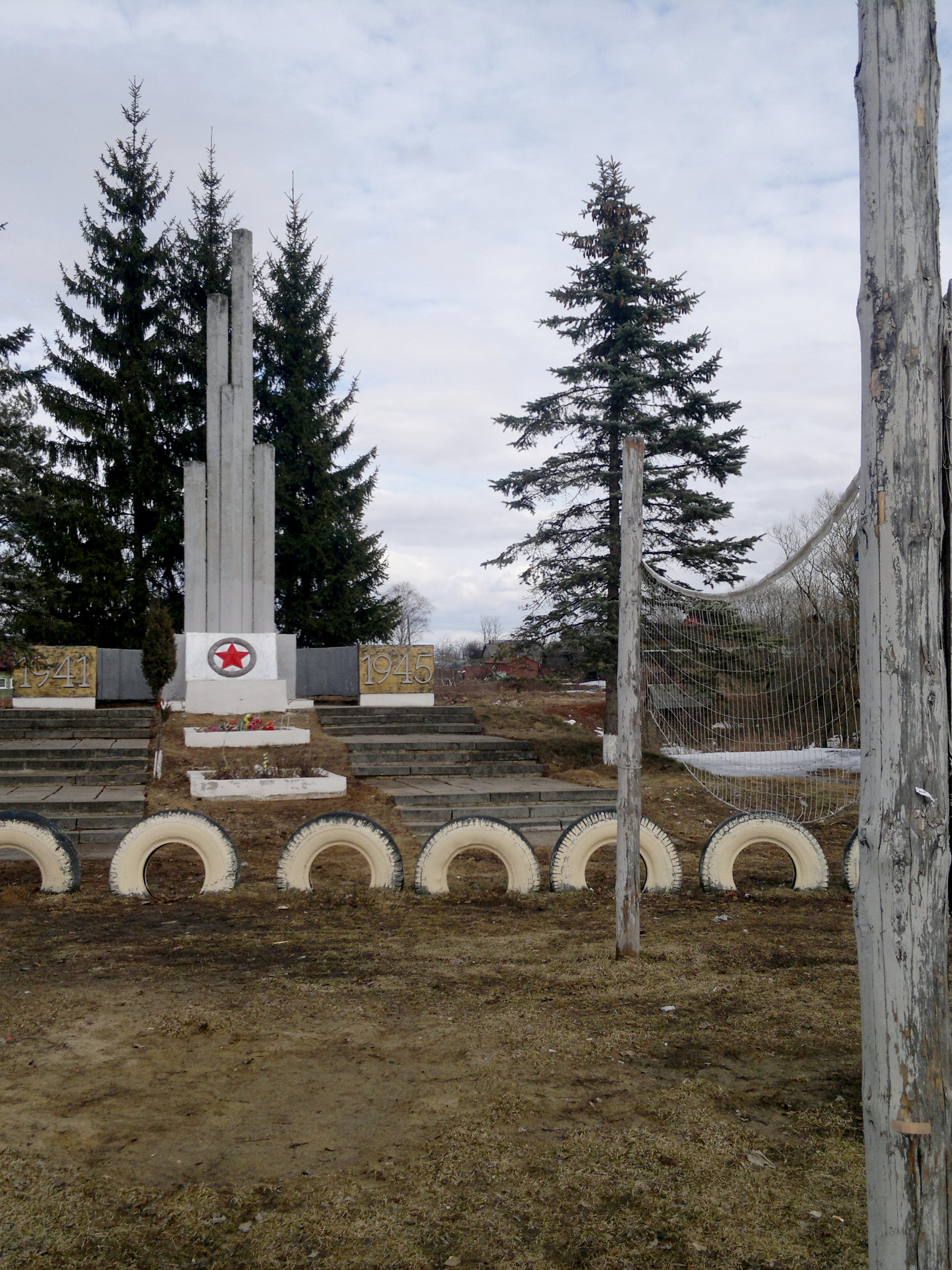
Памятник воинам Великой Отечественной войны и волейбольная сетка

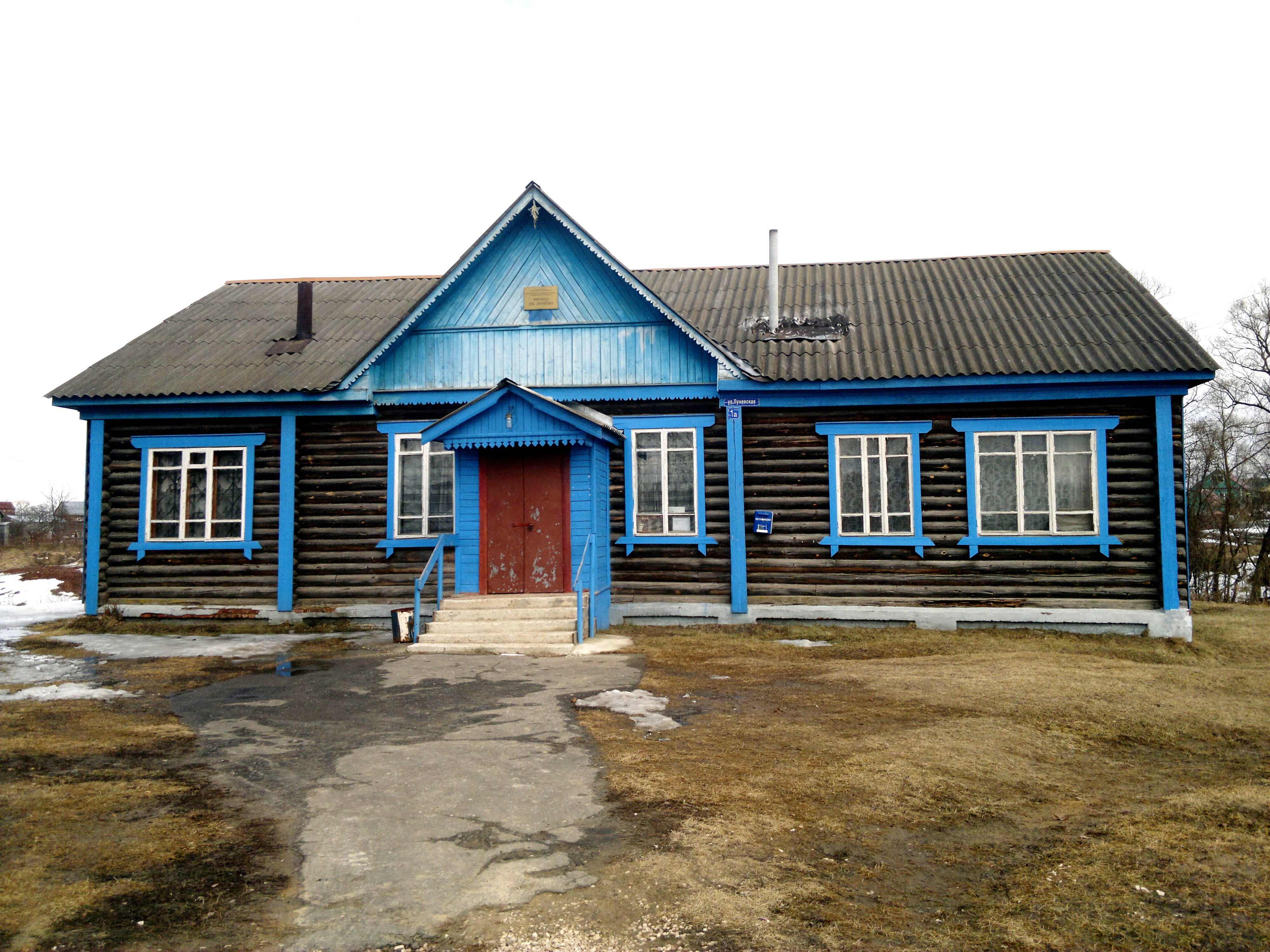
Дом культуры

В поселке действует Дом культуры. Рядом с ним находится памятник жителям Лунёво (а также соседних небольших деревень – Сельца и Ширманихи), погибшим в годы Великой Отечественной войны.
Местная молодежь на площади перед памятником соорудила нечто вроде волейбольной площадки. 
В центре микрорайона находится православный храм в честь Иоакима и Анны, построенный в 1905 году. До этого верующие жители ходили на церковные праздники в соседнее село Кусуново. Хотя местные жители считают, что раньше в поселке была еще одна церковь, рядом с озером Караш. Место в конце озера называют Подцерковником. По легенде, именно там находилась старая деревянная церковь, позже разрушенная талыми водами.
Раньше в поселке действовала церковно-приходская школа.
За свою живописность, поселок любят владимирские художники. Окрестности деревни можно часто встретить на полотнах художника Александра Тихонова, который является уроженцем Лунёво.

## Транспорт
Микрорайон с основной частью города связывает автобусный маршрут № 13с. 